# Motuweta riparia
Motuweta riparia is een rechtvleugelig insect uit de familie Anostostomatidae. De wetenschappelijke naam van deze soort is voor het eerst geldig gepubliceerd in 2002 door Gibbs.